# Воля-Дальша
Воля-Дальша (пол. Wola Dalsza) — село в Польщі, у гміні Білобжеґі Ланьцутського повіту Підкарпатського воєводства.
Населення — 1911 осіб (2011).
У 1975-1998 роках село належало до Ряшівського воєводства.

## Демографія
Демографічна структура станом на 31 березня 2011 року:
|          | Загалом | Допрацездатний вік | Працездатний вік | Постпрацездатний вік |
| -------- | ------- | ------------------ | ---------------- | -------------------- |
| Чоловіки | 948     | 205                | 653              | 90                   |
| Жінки    | 963     | 191                | 571              | 201                  |
| Разом    | 1911    | 396                | 1224             | 291                  |